# Petrocerus catiena
Petrocerus catiena é uma espécie de borboleta neotropical da família dos riodinídeos (Riodinidae), subfamília dos riodiníneos (Riodininae). É endêmica do Brasil e foi registrada no estado do Rio de Janeiro (municípios de Petrópolis e Nova Friburgo). Seu habitat são zonas de floresta de altitude (até 1 300 metros) no bioma da Mata Atlântica. Não são conhecidos espécimes fêmeas, e os machos foram observado às 13h, pousados sobre folhas a uma altura de três metros. Haja vista que só houve avistamentos no mês de abril, é possível que há apenas uma geração por ano. Sua situação é ameaçada devido à perda de habitat e desmatamento. Em 2005, foi avaliada como em perigo na Lista de Espécies da Fauna Ameaçadas do Espírito Santo; em 2014, como em perigo na Portaria MMA N.º 444 de 17 de dezembro de 2014; e em 2018, como em perigo no Livro Vermelho da Fauna Brasileira Ameaçada de Extinção do Instituto Chico Mendes de Conservação da Biodiversidade (ICMBio).